# یوزف مایسنر
یوزف مایسنر (چکی: Josef Meissner؛ زادهٔ ۲۱ اکتبر ۱۸۹۳) یک مربی فوتبال اهل چکسلواکی است.
وی سرمربی تیم ملی فوتبال چکسلواکی در جام جهانی فوتبال ۱۹۳۸ بوده است.